# Datasheet

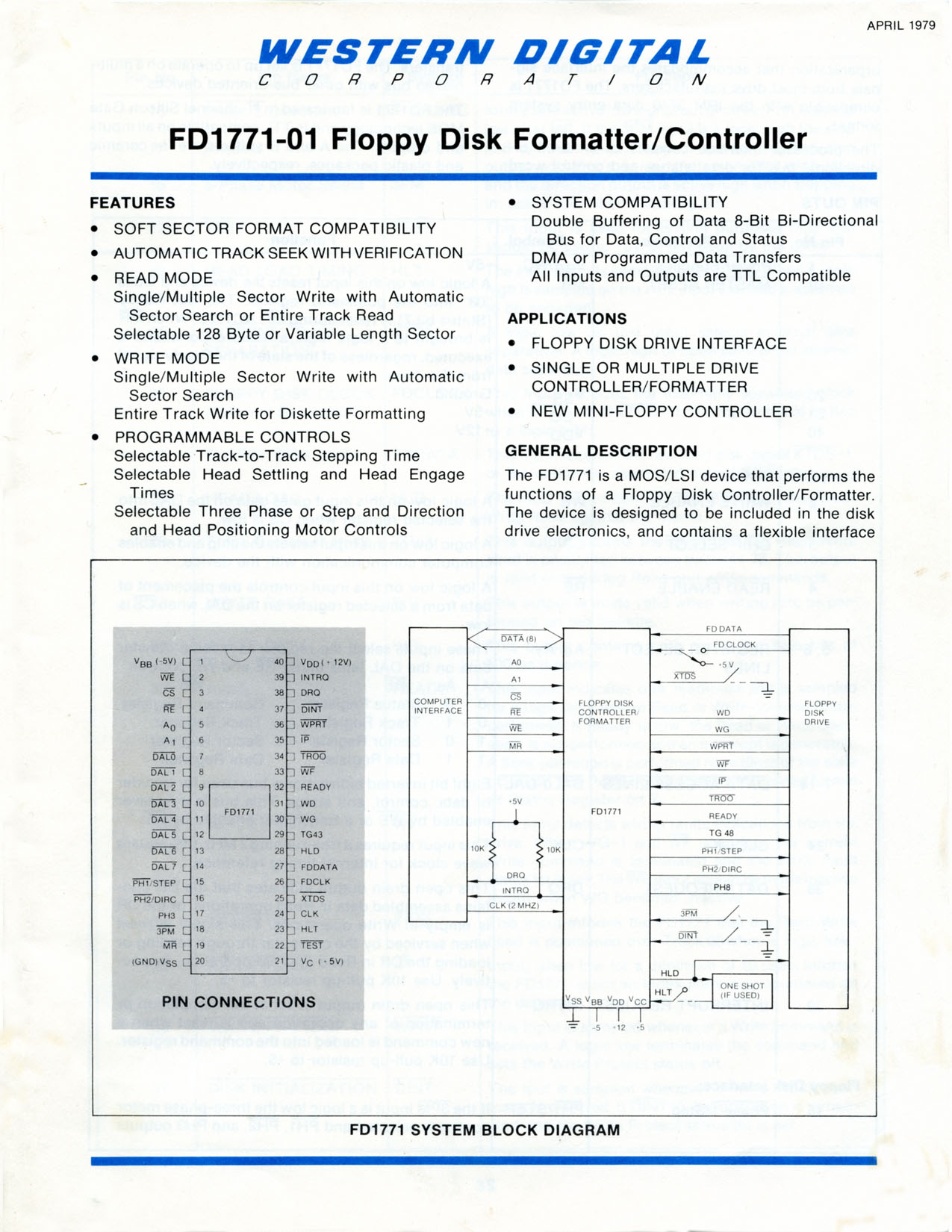
Un controlador de disquet datasheet.

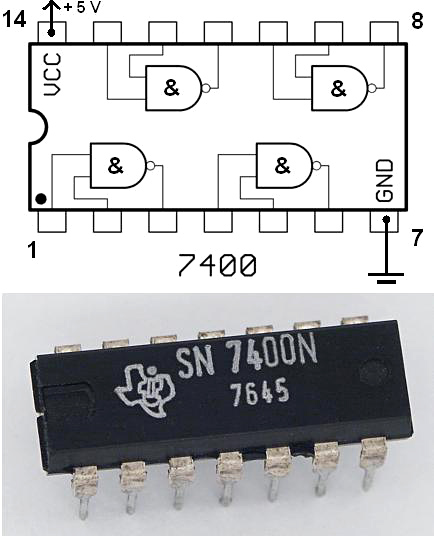
Datasheet en un xip 7400

Un datasheet és un document que resumeix el funcionament i d'altres característiques d'un component (per exemple, un component electrònic) o subsistema (per exemple, una font d'alimentació) amb el suficient detall per a ésser utilitzat per un enginyer de disseny i dissenyar el component en un sistema.
Comença típicament amb una pàgina introductòria que descriu la resta del document, seguit pels llistats de components específics, amb la informació addicional sobre la connectivitat dels dispositius. En cas que hi hagi codi font rellevant a incloure, s'uneix a prop de l'extrem del document o se separa generalment en un altre arxiu.

## Informació típica
- Dades del fabricant.
- Número i denominació.
- Llista de formats amb imatges i codis.
- Propietats.
- Breu descripció funcional.
- Esquema de connexions. Habitualment és un annex amb indicacions detallades.
- Tensió d'alimentació, consum.
- Condicions d'operació recomanades.
- Taula d'especificacions, tant en corrent continu com alterna.
- Esquema de l'ona d'entrada-sortida.
- Dimensions.
- Circuit de prova.
- Informació sobre normes de seguretat i ús.
- Pressió d'alimentació d'aire en cas d'ésser neumàtic.